# Бішайм (кантон)
Біша́йм (фр. Bischheim) — кантон у Франції, в департаменті Нижній Рейн регіону Ельзас.

## Склад кантону
Кантон включає в себе 2 муніципалітети:
| Муніципалітет | Площа | Населення, осіб | Рік  |
| ------------- | ----- | --------------- | ---- |
| Бішайм        | 4,41  | 17968           | 2007 |
| Оенайм        | 3,42  | 10726           | 1999 |

## Консули кантону
| Період    | Консул             | Посада                    |
| --------- | ------------------ | ------------------------- |
| 1988—2014 | André Klein-Mosser | Мер муніципалітету Бішайм |

| Франція | Це незавершена стаття з географії Франції. Ви можете допомогти проєкту, виправивши або дописавши її. |